# Riksväg 6, Estland
Riksväg 6 är en primär riksväg i Estland. Vägen är 125 kilometer lång och går mellan Riksväg 4 (Europaväg 67, Via Baltica) vid byn Uulu, söder om Pärnu och staden Valga, vid gränsen mot Lettland.
Vägen ansluter till:
- Riksväg 4/E67 (vid Uulu)
- Riksväg 92 (vid Kilingi-Nõmme)
- Riksväg 55 (vid Kamara)
- Riksväg 49 (vid Karksi-Nuia)
- Riksväg 54 (vid Karksi-Nuia)
- Riksväg 73 (vid Tõrva)
- Riksväg 69 (vid Roobe)
- Riksväg 3/E264 (i Valga)
- Riksväg 67 (i Valga)

## Källor

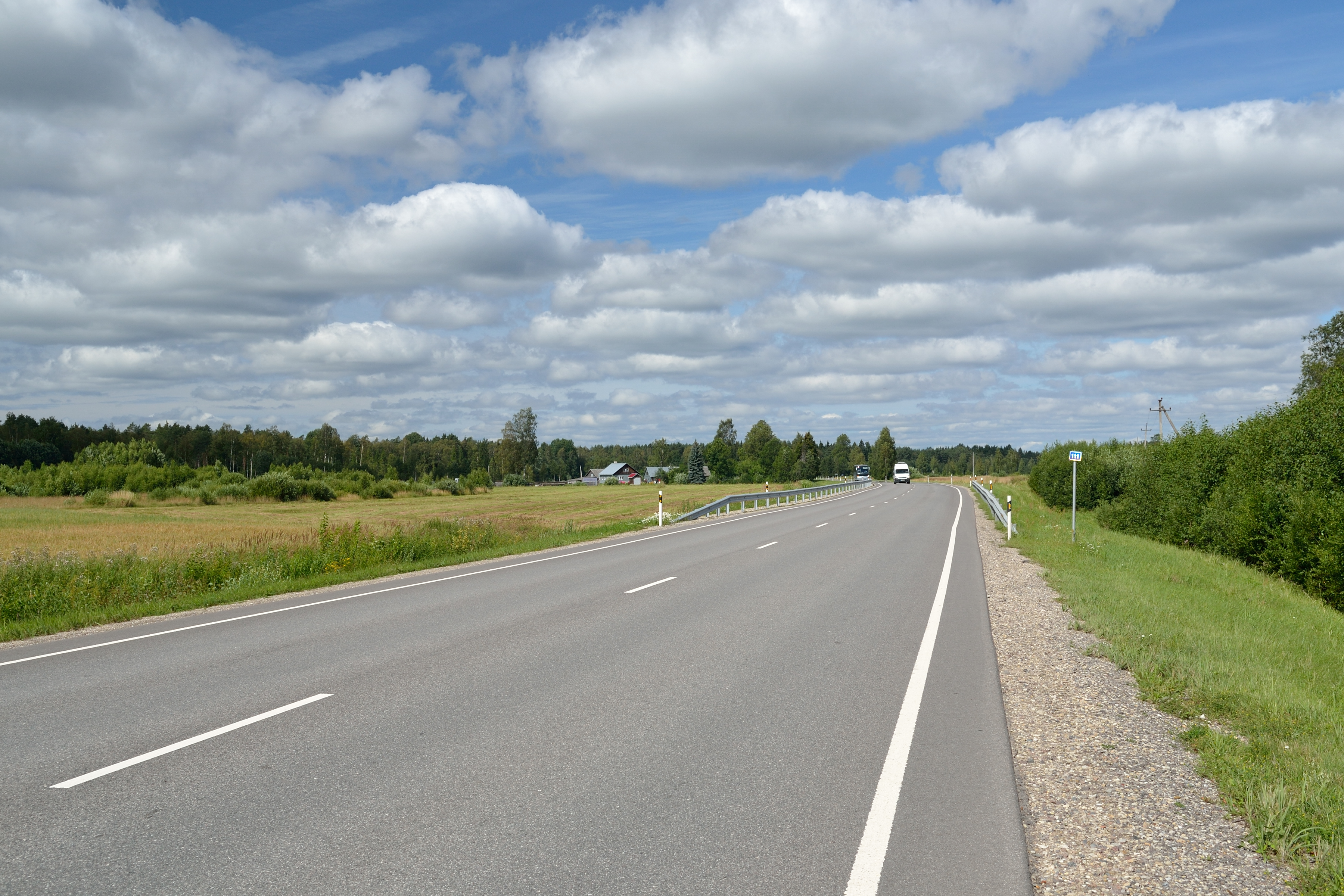
Riksväg 6 vid byn Ristiküla.